# ハルモニオデオン
『ハルモニオデオン』（HARMONIODEON）は遊佐未森の3枚目のオリジナルアルバム。1989年9月21日にエピックソニーから発売された。9月21日にデジパック仕様の初回限定盤（33・8H-5121）、10月8日に通常盤（ESCB-1006）が発売（いずれも廃盤）。
2006年12月13日にSony Music Directよりリマスター版として再発売された（MHCL-885）。

## 概要
サウンドプロデュースは前作『空耳の丘』に引き続き外間隆史。前作のコンセプトを引き継ぎ、歌詞カードには歌詞の他に、遊佐未森のミニ写真集と、外間隆史による童話が収録されている。
タイトルはハーモニーとオデオン（劇場）を1つにした造語。
エピックソニーの音楽プロデューサー福岡智彦の指揮のもと、外間隆史が強く打ち出したコンセプトと、工藤順子が紡ぎ出す繊細な歌詞により、ファンタジー的世界観を構築した初期代表作として『空耳の丘』『ハルモニオデオン』『HOPE』が「空耳三部作」と呼ばれることもある（「ソラミミ3部作」とカナ表記される場合もある）。
1989年5月21日に『0の丘∞の空』が先行シングルとして発売された。カップリング曲は「空耳の丘 (Full Scale Version)」。9月1日に先行発売のシングル『暮れてゆく空は』のカップリング曲「WATER」も本アルバムに収録されている。
オリコンアルバムチャートにて、初のトップ10入りを果たした（初登場5位）。
なお「僕の森」は、TBS系BSデジタル放送局BS-iのテレビドラマシリーズ『恋する日曜日』セカンドシリーズ第7話「僕の森」（2005年5月15日放映）の主題歌として使用され、主演女優の夏帆がエンディングの最後にこの曲を歌った。作詞は工藤順子であるが、エンディングクレジットでは「作詞・作曲 遊佐未森」とミスクレジットされている。
ミキシングはトロント（カナダ）の Manta Sound company にて John Naslen （元ライトハウス（バンド）（英語: Lighthouse (band)））の手で行われた。John Naslenは遊佐未森が敬愛するジェーン・シベリー（英語: Jane Siberry）のアルバムでもエンジニアリングを担当している。

## 収録曲
1. 暮れてゆく空は（作詞：工藤順子　作曲：外間隆史）
2. ふたりの記憶 [Man&Iron]（作詞：工藤順子　作曲：外間隆史）
3. ハルモニオデオン [機械]（作曲：外間隆史）
4. 時の駅（作詞：工藤順子　作曲：外間隆史）
5. 僕の森（作詞：工藤順子　作曲：遊佐未森）
6. M氏の幸福（作詞：工藤順子　作曲：外間隆史）
7. 街角（作詞：工藤順子　作曲：遊佐未森）
8. 山行きバス [道草ノススメ]（作詞：工藤順子　作曲：外間隆史）
9. WATER（作詞：遊佐未森　作曲：遊佐未森）
シングル『暮れてゆく空は』カップリング曲。
10. 空色の帽子（作詞：工藤順子　作曲：太田裕美）
11. 0の丘∞の空 (version II)（作詞：工藤順子　作曲：外間隆史）
12. ハルモニオデオン [言葉]（作曲：外間隆史）

編曲は「WATER」以外すべて外間隆史と中原信雄。
「WATER」の編曲は、遊佐未森&空耳楽団 with 佐橋佳幸。
「暮れてゆく空は」のストリングスアレンジを溝口肇が担当している。

## 参加ミュージシャン
- 中原信雄(B, Key)
- 寺谷誠一(Ds, Perc)
- 鶴来正基(P)
- 森岡賢(Key)
- 古賀森男(G)
- 近藤研二(G)
- 金子飛鳥グループ(Strings)
- 土岐幸男(Programming)
- 外間隆史(Key, Perc)
- 青山純(Ds)
- 佐橋佳幸(G, Mandlin)
- 渡辺等(B)
- 土屋昌巳(G)
- 寺谷誠一(Ds)